# Georg Gilgenreiner
Georg Gilgenreiner (ur. 28 sierpnia 1948 w Lenggries) – zachodnioniemiecki żużlowiec, występujący również na długim torze.

## Życiorys
Złoty medalista indywidualnych mistrzostw RFN (Norden 1980). Wielokrotny reprezentant RFN na arenie międzynarodowej. Dwukrotny brązowy medalista drużynowych mistrzostw świata (Olching 1981, Londyn 1982). Finalista mistrzostw świata par (Chorzów 1981 – VII miejsce). Wielokrotny uczestnik eliminacji indywidualnych mistrzostw świata.
Sukcesy odnosił również w wyścigach na długim torze. Dwukrotny finalista indywidualnych mistrzostw świata na długim torze (Radgona 1981 – IV miejsce, Esbjerg 1982 – V miejsce. Dwukrotny zwycięzca turniejów o "Srebrny Kask" (1981, 1983).
Po zakończeniu czynnej kariery sportowej zajął się tuningiem motocykli żużlowych, z jego usług korzystali m.in. Robert Barth, Kelvin Tatum oraz Jason Crump.